# Brodski Zdenci
Brodski Zdenci es una localidad de Croacia en el ejido del municipio de Podcrkavlje, condado de Brod-Posavina.

## Geografía
Se encuentra a una altitud de 227 m s. n. m. a 205 km de la capital nacional, Zagreb.

## Demografía
En el censo 2011 el total de población de la localidad fue de 299 habitantes.
| Gráfica de población de Brodski Zdenci 1857-2011                    |
|                                                                     |
| Según los censos de población de la oficina estadística de Croacia. |